# Huang Di

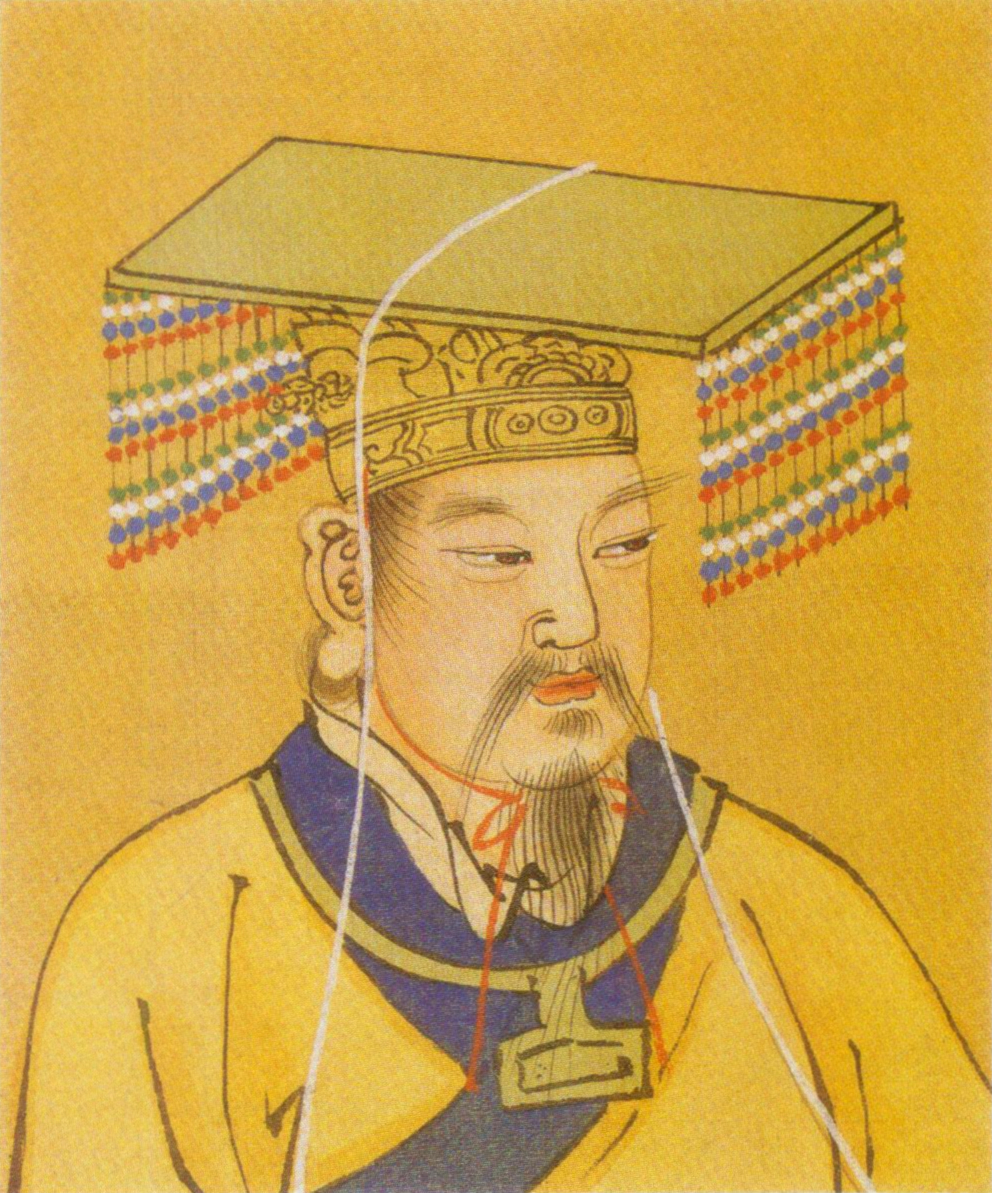
Huang Di sau Împăratul Galben

Huang Di sau Împăratul Galben (黃帝) este un conducător legendar chinez și un erou cultural din mitologia chineză. El este considerat strămoșul tuturor chinezilor Huaxia. Potrivit mai multor surse el a fost unul dintre legendarii Trei Auguști și Cinci Suverani. Tradiția spune că el a domnit în perioada 2697 - 2597 î.Hr. sau 2696 - 2598 î.Hr.. El este considerat ca fiind fondatorul civilizației chineze. 